# Theo Laseroms
Matheus Wilhelmus Theodorus Laseroms, conhecido por Theo Laseroms (Roosendaal, 8 de março de 1940 - Zwolle, 25 de abril de 1991), foi um futebolista neerlandês que teve muito sucesso como jogador do Feyenoord.

## Biografia
Laseroms, apelidado de De Tank ou Theo de Tank começou sua carreira em 1956 na RBC, partindo em 1958 para o NAC Breda. 
Em 1963, ele se mudou para o Sparta Rotterdam, com o clube ele ganhou a Copa KNVB em 1966. Em 1965, ele jogou sua primeira partida internacional pela Seleção Neerlandesa de Futebol contra a Irlanda do Norte.
Em 1967, ele experimentou uma breve aventura nos Estados Unidos, jogando no Pittsburgh Phantoms.
Em 1968, Laseroms voltou para os Países Baixos para jogar no Feyenoord e formar uma forte dupla de defesa com Rinus Israël. Ele jogou quatro temporadas no Feyenoord ao longo dos anos 60 e 70. Ele foi parte da equipe que ganhou a Liga dos Campeões em 1970 (2-1 contra o Celtic) e nesse mesmo ano a Copa Intercontinental contra os argentinos do Estudiantes de La Plata.
Após a sua saída do Feyenoord em 1972, ele jogou durante dois anos na Bélgica no KAA Gent.
Depois disso, ele começou uma carreira bem sucedida como treinador. Ao longo de sua carreira, ele treinou o Heracles, Helmond Sport, FC Vlaardingen, Trabzonspor e clubes do Bahrein e da Arábia Saudita. 
Voltando para os Países Baixos, Laseroms teve uma parada cardíaca em 1991 e acabou falecendo. Ele foi cremado em Roterdã.

## Títulos
Sparta Rotterdam
- KNVB Cup: 1968–69

Feyenoord
- Eredivisie: 1968–69, 1970–71
- KNVB Cup: 1968–69
- Liga dos Campeões: 1969–70
- Copa Intercontinental: 1970